# Ludvíkovské skalní město
Ludvíkovské skalní město je nepískovcové skalní město, které se nachází ve svazích hory Pytlácké kameny nad levým břehem řeky Bílá Opava. Místo se nachází nad obci Ludvíkov u města Vrbno pod Pradědem v okrese Bruntál v Moravskoslezském kraji. Leží v Medvědské hornatině geomorfologického podceleku pohoří Hrubý Jeseník. Skalní město se využívá také k horolezectví.

## Další informace
V Ludvíkovském skalním městě se nacházejí desítky skalních masivů, skalních útesů, skalních věží, mrazových srubů a mnoho boulderových bloků v lesním terénu. Některé skály dosahují výšky až 30 m. Tradice cvičných horolezeckých skal v Ludvíkovském skalním městě pochází ze 70. let 20. století a jednotlivé horolezecké cesty jsou značeny.
Ke skalám nevedou turistické stezky.

## Galerie

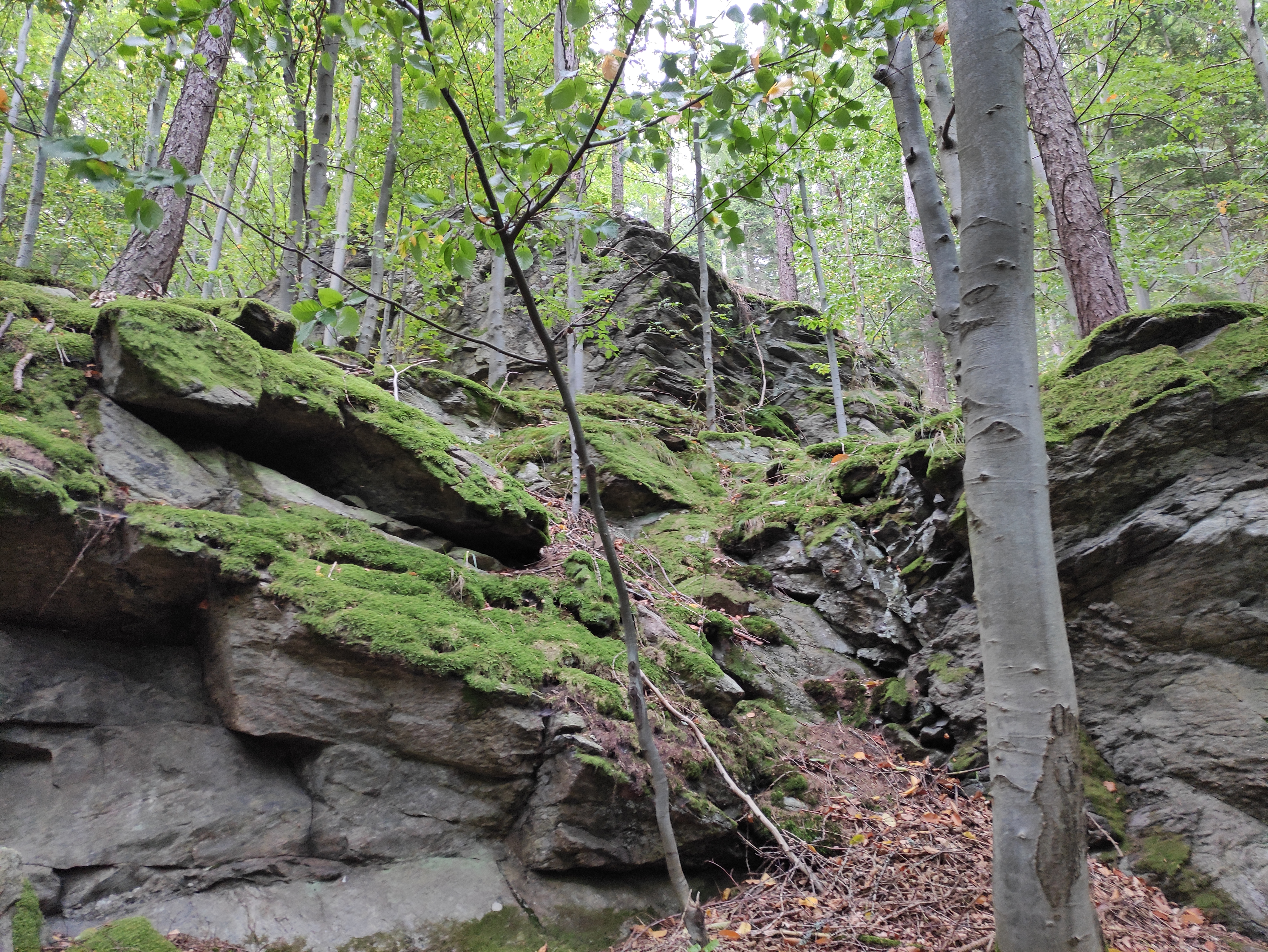
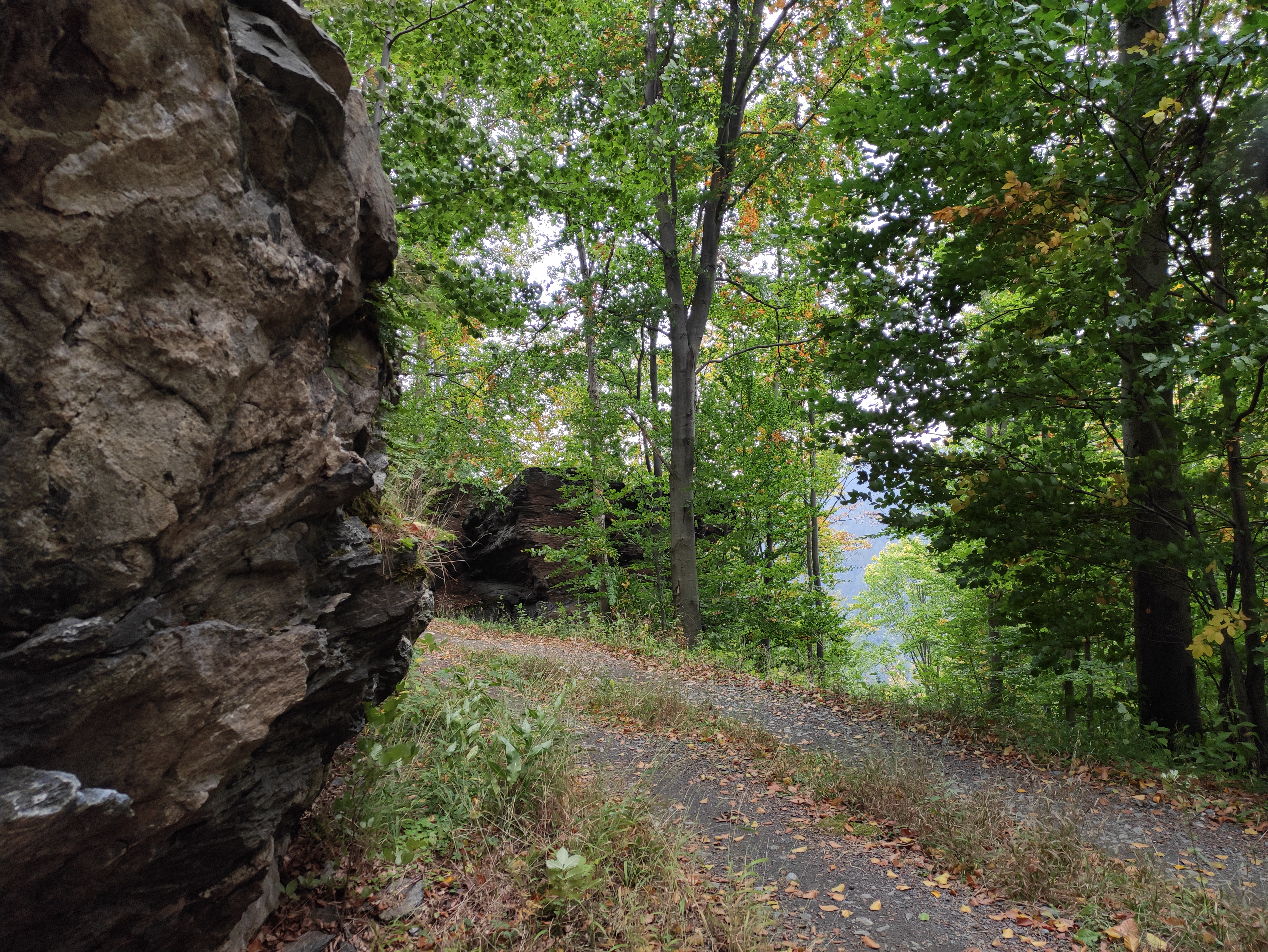
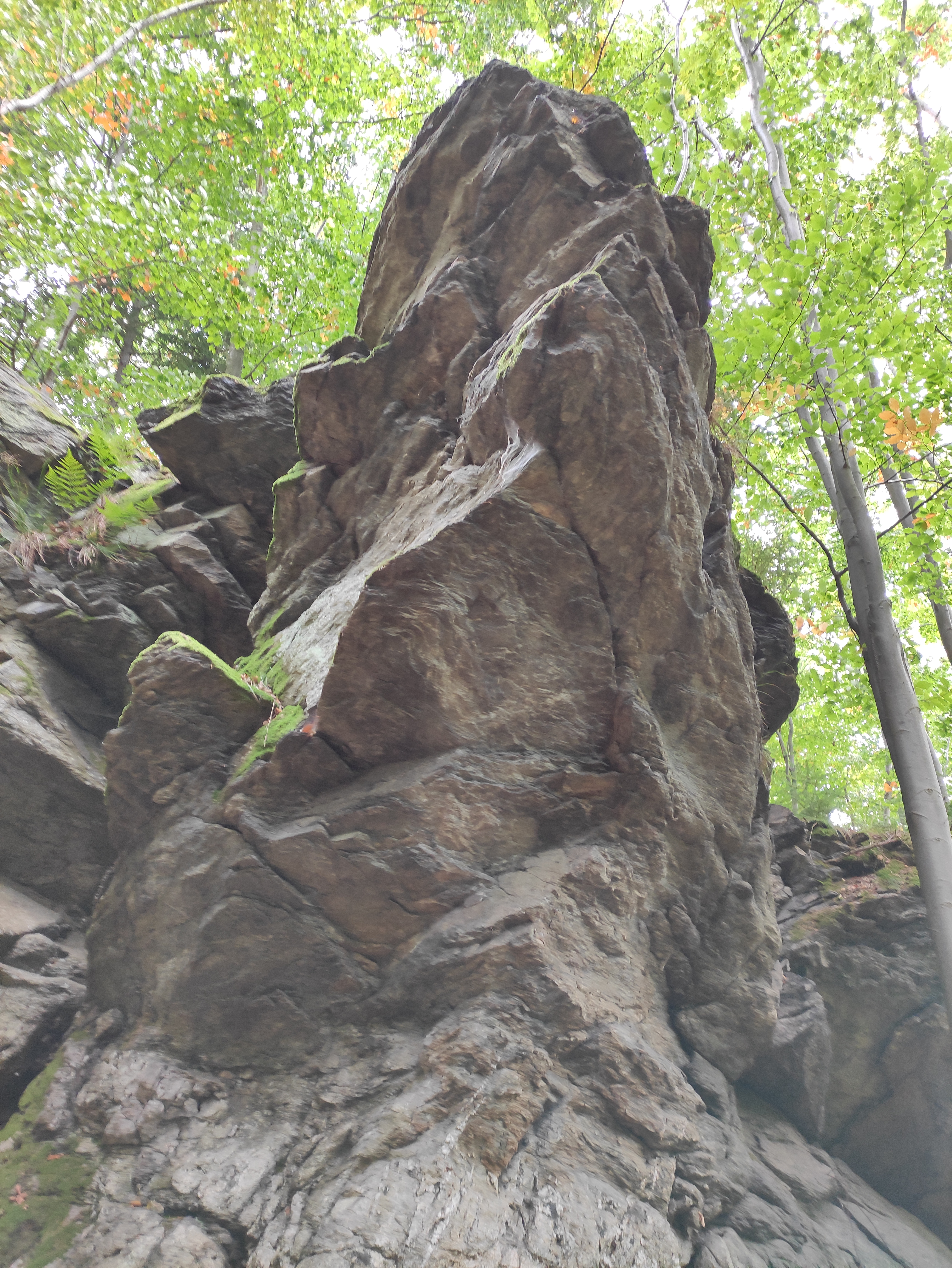
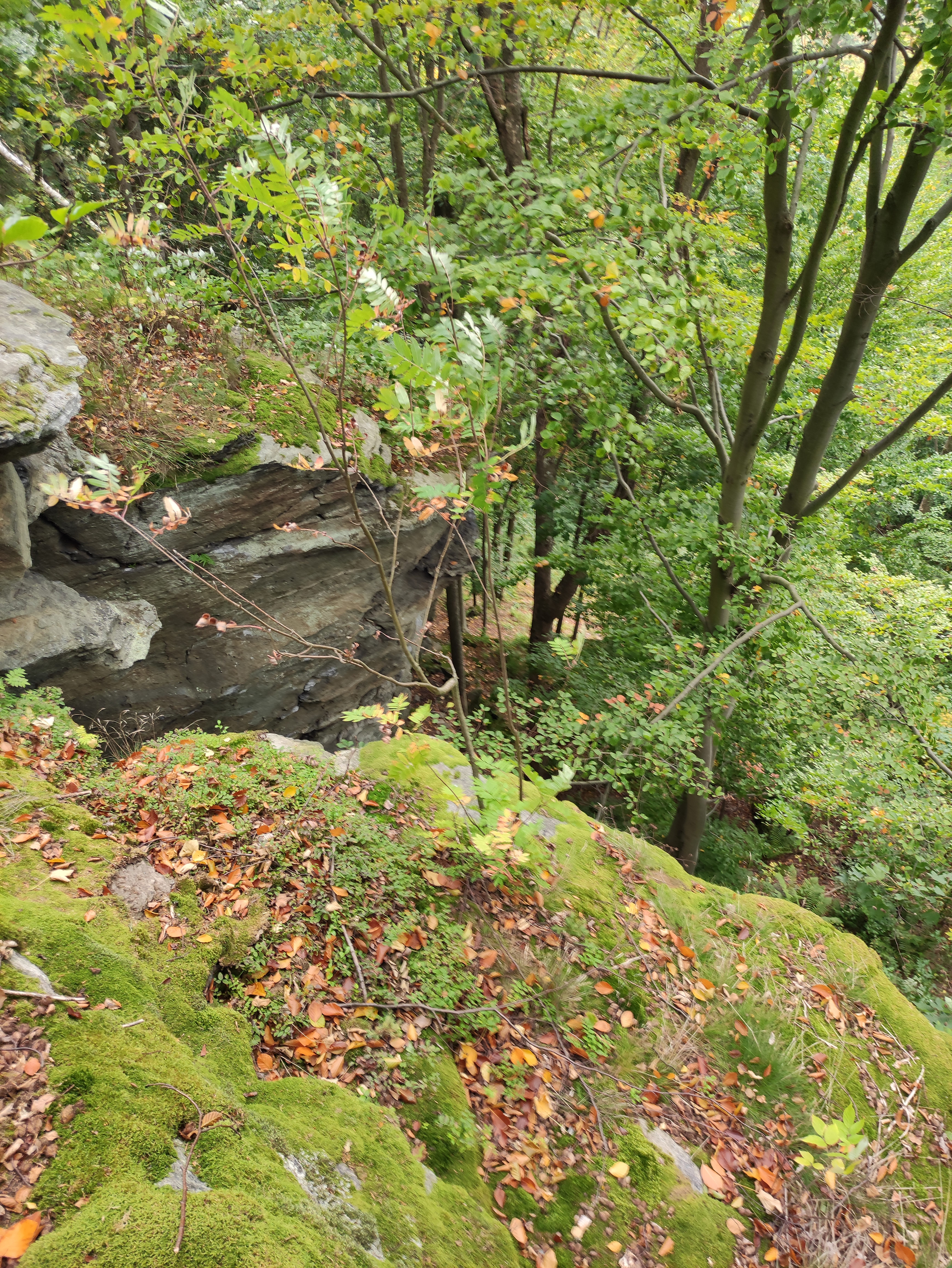
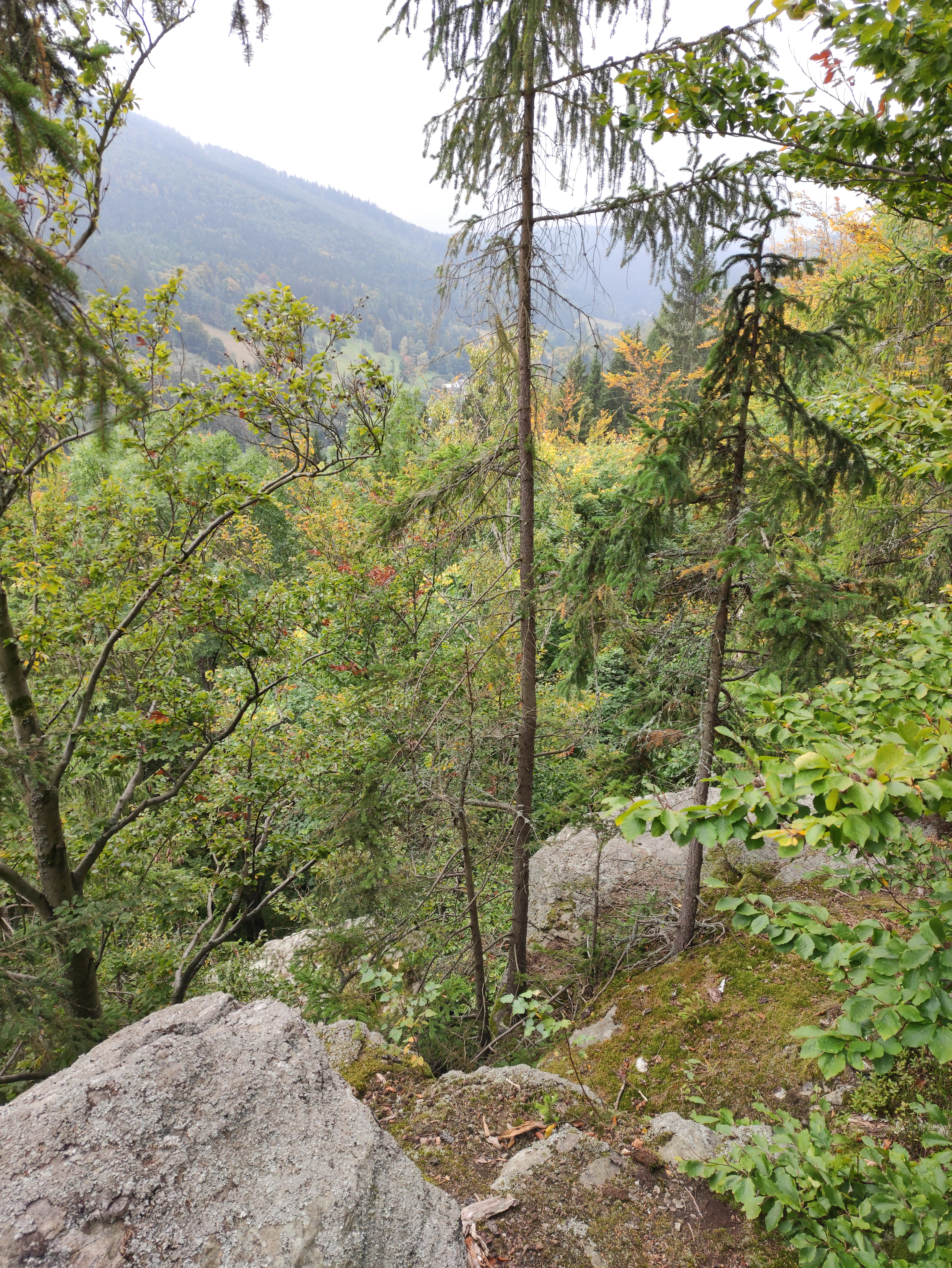
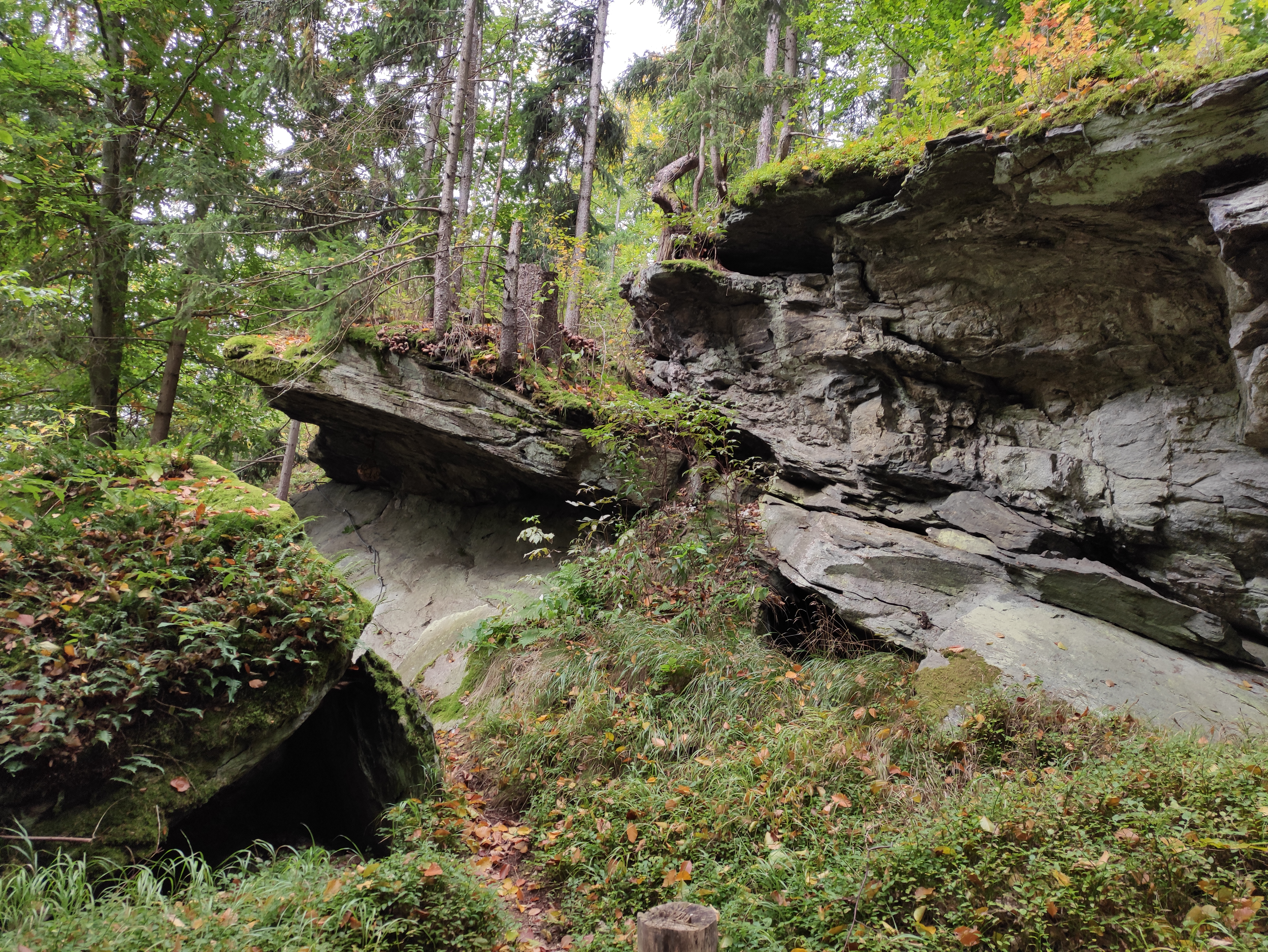
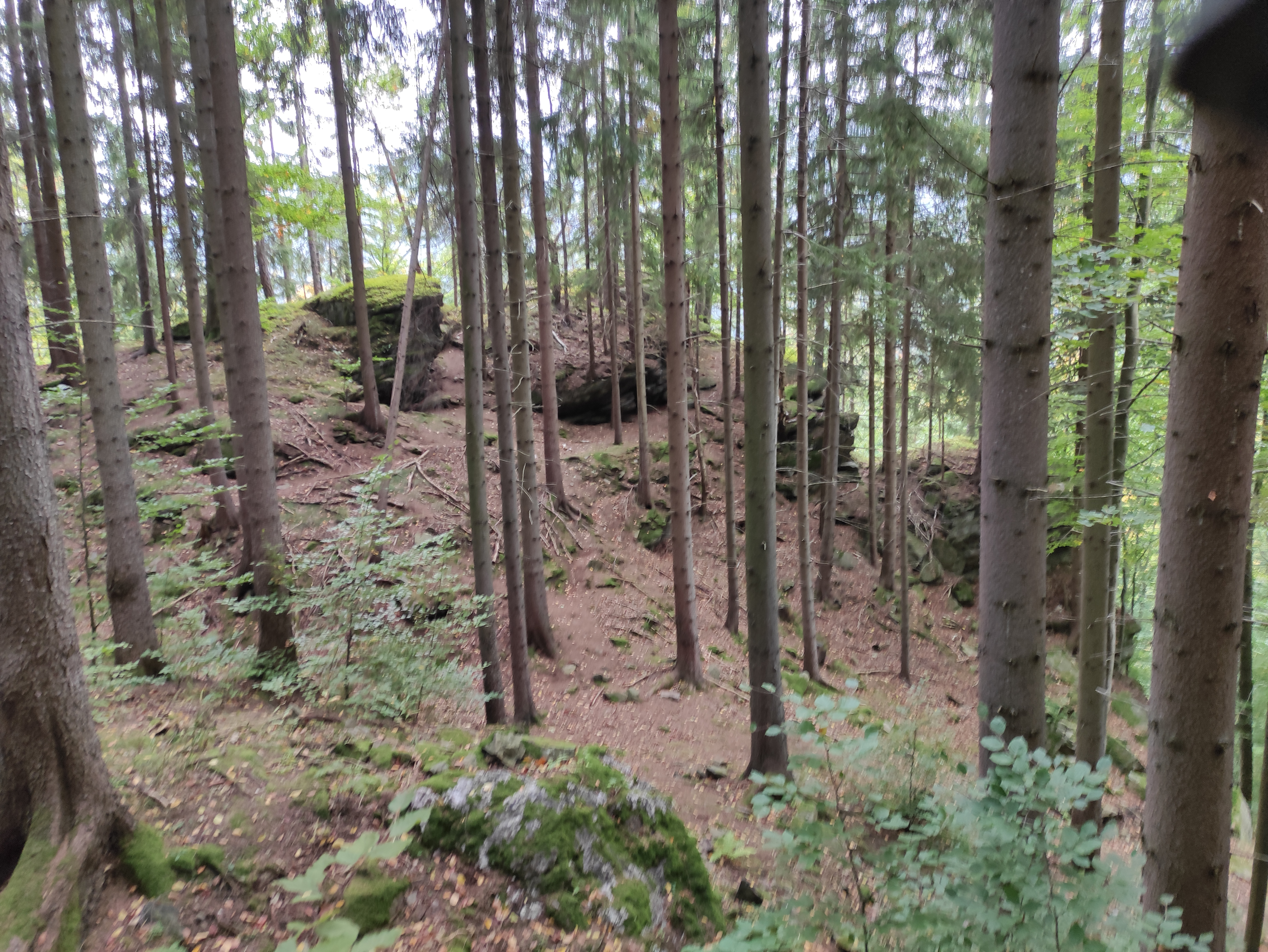
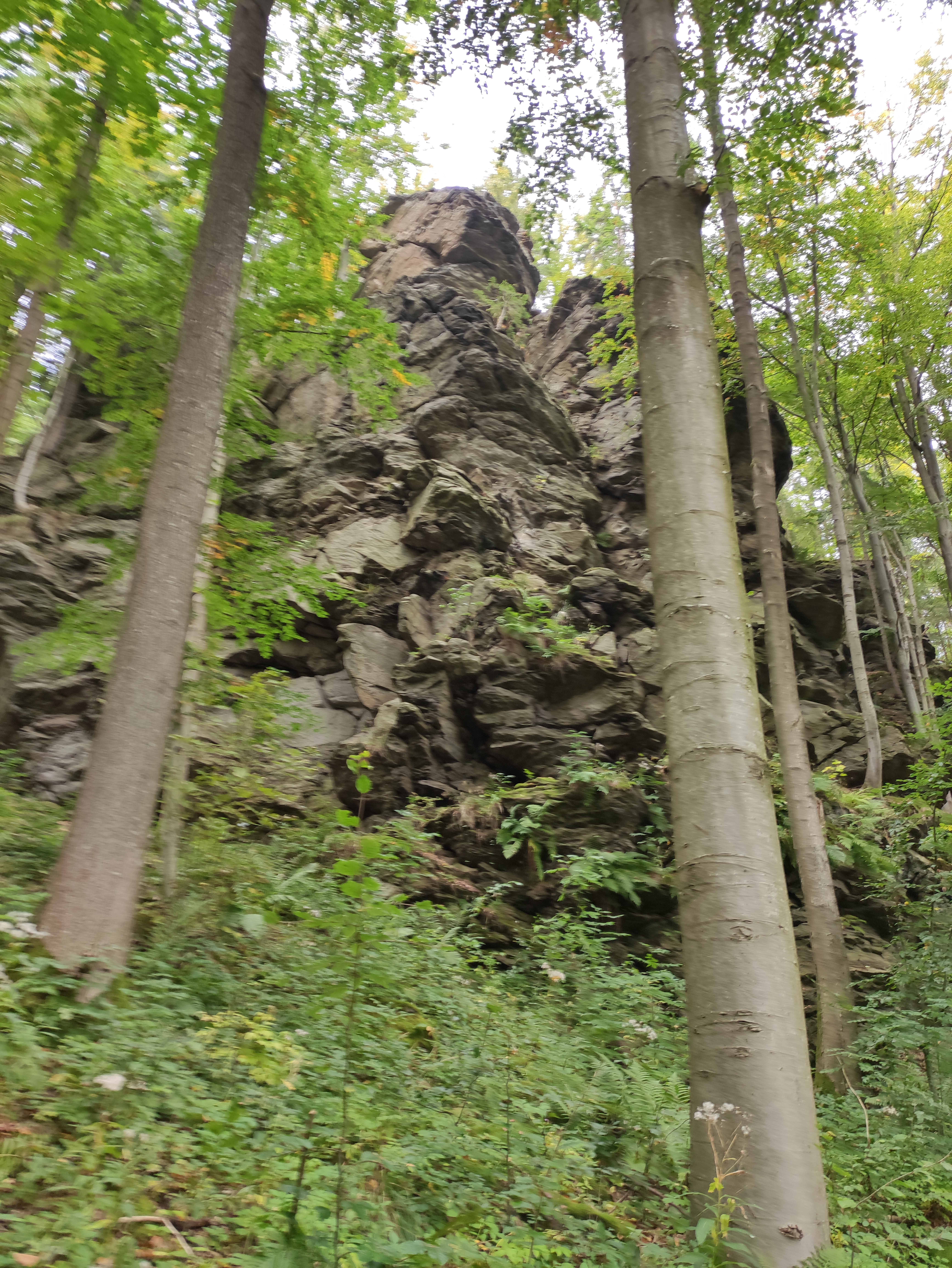